# Crassispira xanti
Crassispira xanti är en snäckart som beskrevs av Leo George Hertlein och Strong 1951. Crassispira xanti ingår i släktet Crassispira och familjen Turridae. Inga underarter finns listade i Catalogue of Life.